# Meritaton Tasherit
Meritaton Tasherit, případně Meritaten Tasherit, známá i jako Meritaton mladší, byla staroegyptská princezna z 18. dynastie, žila na vrcholu amarnského období.

## Život
Meritaton Tasherit byla pravděpodobně dcerou princezny Meritaton, nejstarší dcery faraona Achnatona a jeho Velké královské manželky Nefertiti, což by z ní dělalo Tutanchamonovu nevlastní neteř.
O otci této princezny se stále diskutuje. Mohl to být Meritatonin manžel faraon Smenchkare, ale mnoho egyptologů se přiklání i k teorii, že jejím otcem byl sám Achnaton, otec její matky; incest v době starověkého Egypta nebyl ničím neobvyklým. Existuje i domněnka postavená na faktu, že Meritaton Tasherit se stejně jako Anchesenpaton Tascherit objevuje pouze v textech zaměřených hlavně na Achnatonovu druhou manželku Kiju, matku Tutanchamona, a sice že byla dcerou Kiji a Achnatona, popřípadě že došlo k chybnému přečtení hieroglyfů a ona i Anchesenpaaton Tasherit byly zaměněny za Kijiinu dceru princeznu Beketaton (která ale mohla být i dcerou královny Teje).
Osud této princezny je nejistý.